# جيب ليبرتي (كي جي)
جيب ليبرتي (بالإنجليزية: Jeep Liberty (KJ))‏ هي سيارة من تصنيع شركة أمريكان موتورز مابين عام 2001 و2006. 